# Lumiliximab
Le lumiliximab est un anticorps monoclonal G1k ciblant l'antigène de membrane CD23, récepteur de type II humain de l'immunoglobuline E exprimé à la surface de pratiquement tous les lymphocytes des leucémie lymphoïde chronique.
Il s'agit d'un dimère du disulfure entre la chaîne γ1 et la chaîne κ de l'anticorps monoclonal chimérique Homo sapiens-Macaca irus.
Le 25 mars 2009, le laboratoire Biogen Idec bénéficiait d'un essai de phase 2/3 du lumiliximab chez les patients atteints de leucémie lymphoïde chronique récidivante ou réfractaire aux traitements,.